# Tveit på Askøy
Tveit este o localitate din comuna Askøy, provincia Hordaland, Norvegia.